# 東京都教育委員会
東京都教育委員会（とうきょうときょういくいいんかい、英称：Tokyo Metropolitan Board of Education）は、東京都の教育委員会である。都教委（ときょうい）とも略称される。

## 概要
東京都内の教育に関する事務を所掌する行政委員会であり、6人の委員で構成される。それまでの教育委員長は木村孟（きむら つとむ　2004年10月20日 - 2015年3月31日）であった。広義では、教育委員会の事務局である教育庁（Office of Education）を含めて、教育委員会と呼ぶこともある。教育委員会の事務の執行責任者であり、事務局の長である教育長は、教育委員会の委員を兼任していた。
2015年（平成27年）4月1日から施行された地方教育行政の組織及び運営に関する法律の改正により、教育委員長と教育長を一本化した新「教育長」が設置された。
石原慎太郎都知事時代から木村孟ら歴代教育委員長及び横山洋吉、中村正彦、大原正行、比留間英人、中井敬三、藤田裕司ら歴代教育長の下、都立高等学校の学力向上などの高校改革に見られる大幅な教育改革に取り組んでいたことが知られている。ただし、石原都知事辞任以降は、都立高校の独自化の動きは、進学指導重点校や進学指導特別推進校入試における自校作成問題が原則、グループ作成問題に移行するなど変化が見られる。

## 構成
東京都教育委員会（令和6年10月15日現在）
| 職名   | 氏名       | 任期                            |
| ------ | ---------- | ------------------------------- |
| 教育長 | 坂本雅彦   | 2024年10月15日 - 2027年3月31日  |
| 委員   | 秋山千枝子 | 2020年10月20日 - 2024年10月19日 |
| 委員   | 北村友人   | 2021年2月28日 - 2025年2月27日   |
| 委員   | 宮原京子   | 2022年3月13日 - 2026年3月12日   |
| 委員   | 高橋純     | 2023年10月1日 - 2027年9月30日   |
| 委員   | 萩原智子   | 2023年12月21日 - 2027年12月20日 |

## 東京都教育庁の組織
- 総務部 
  - 教育政策課
  - 教育計理課
  - 総務課
  - デジタル推進課
  - 契約管財課
  - 広報統計課
  - 法務監察課
- 都立学校教育部 
  - 高等学校教育課
  - 特別支援教育課
  - 学校健康推進課
  - 営繕課
- 地域教育支援部 
  - 管理課
  - 義務教育課
  - 生涯学習課
- 指導部 
  - 管理課
  - 指導企画課
  - 義務教育指導課
  - 特別支援教育指導課
  - 高等学校教育指導課
- グローバル人材育成部
  - 国際教育企画課
  - 国際交流教育課
- 人事部 
  - 人事計画課
  - 選考課
  - 試験課
  - 職員課
  - 人事給与情報課
  - 勤労課
- 福利厚生部 
  - 福利厚生課
  - 給付貸付課
- 多摩教育事務所
- 教育庁出張所（４）
- 学校経営支援センター（３）
  - 学校経営支援センター支所（３）
- 教職員研修センター
- 教育相談センター
- 東京都立中央図書館
- 東京都立多摩図書館
- 東京都立埋蔵文化財調査センター

## 所在地
- 〒163-8001 東京都新宿区西新宿2丁目8番1号

## 市区町村教育委員会
- 千代田区教育委員会
- 中央区教育委員会
- 港区教育委員会
- 新宿区教育委員会
- 文京区教育委員会
- 台東区教育委員会
- 墨田区教育委員会
- 江東区教育委員会
- 品川区教育委員会
- 目黒区教育委員会
- 大田区教育委員会
- 世田谷区教育委員会
- 渋谷区教育委員会
- 中野区教育委員会
- 杉並区教育委員会
- 豊島区教育委員会
- 北区教育委員会（英語版）
- 荒川区教育委員会
- 板橋区教育委員会
- 練馬区教育委員会
- 足立区教育委員会
- 葛飾区教育委員会
- 江戸川区教育委員会
- 八王子市教育委員会
- 立川市教育委員会
- 武蔵野市教育委員会
- 三鷹市教育委員会
- 府中市教育委員会
- 昭島市教育委員会
- 調布市教育委員会
- 町田市教育委員会
- 小金井市教育委員会
- 日野市教育委員会
- 国分寺市教育委員会
- 国立市教育委員会
- 狛江市教育委員会
- 東大和市教育委員会
- 武蔵村山市教育委員会
- 多摩市教育委員会
- 稲城市教育委員会
- 小平市教育委員会
- 東村山市教育委員会
- 西東京市教育委員会
- 清瀬市教育委員会
- 東久留米市教育委員会
- 青梅市教育委員会
- 福生市教育委員会
- 羽村市教育委員会
- あきる野市教育委員会
- 瑞穂町教育委員会
- 日の出町教育委員会
- 檜原村教育委員会
- 奥多摩町教育委員会
- 大島町教育委員会
- 八丈町教育委員会
- 利島村教育委員会
- 新島村教育委員会
- 神津島村教育委員会
- 三宅村教育委員会
- 御蔵島村教育委員会
- 青ヶ島村教育委員会
- 小笠原村教育委員会

## 関連団体
- 公益財団法人東京都教育支援機構